# Distrito electoral federal 2 de Nuevo León
El II Distrito Electoral Federal de Nuevo León es uno de los 300 distritos electorales en los que se encuentra dividido el territorio de México para la elección de diputados federales y uno de los 14 que corresponden al estado de Nuevo León. Su cabecera es la ciudad de Apodaca y su actual representante es la morenista María Guillermina Alvarado Moreno.
El distrito se encuentra en la parte nororiente de la zona metropolitana de Monterrey y lo forma el área norte  del municipio de Apodaca. La población que en él habita asciende a los 402 358 habitantes, mientras que el número total de electores es de 318 829.

## Distritaciones anteriores

### Distritación 1978 - 1996
Con la distritación de 1978, este distrito fue conformado por una fracción del municipio de Monterrey, siendo esa misma ciudad su cabecera. El municipio de Apodaca que actualmente forma parte de este distrito pertenecía durante estos años al distrito federal 6.

### Distritación 1996 - 2005
Entre 1996 y 2005 el distrito fue formado por los municipios del este y noreste del estado, siendo éstos Abasolo, Agualeguas, Los Aldamas, Apodaca, Cadereyta Jiménez, El Carmen, Cerralvo, Ciénega de Flores, China, Doctor Coss, Doctor González, General Bravo, General Treviño, General Zuazua, Los Herreras, Hidalgo, Higueras, Marín, Melchor Ocampo, Parás, Pesquería, Los Ramones, Sabinas Hidalgo, Salinas Victoria, Vallecillo y Villaldama. Su cabecera es, desde entonces, Apodaca. Anterior a esta distritación, todos los municipios del distrito formaban parte del distrito federal 6, a excepción del municipio de Cadereyta Jiménez que pertenecía al distrito federal 11.

### Distritación 2005 - 2017
En 2005 el distrito fue conformado exclusivamente por la totalidad del municipio de Apodaca. Los municipios de China, Doctor Coss y General Bravo pasaron a formar parte del distrito federal 9, mientras que el resto pasó al distrito federal 12.

### Distritación 2017 - actualidad
Con la redistritación de 2017, el distrito fue modificado en su composición para mantener en su composición el norte de Apodaca, mientras que el sur del municipio pasó a formar parte del distrito federal 8.

## Diputados por el distrito
| Diputado | Diputado                              | Legislatura                                         | Período                                             | Partido                              |  |
| -------- | ------------------------------------- | --------------------------------------------------- | --------------------------------------------------- | ------------------------------------ |  |
|          | José María Aguirre                    | I                                                   | 8 de octubre de 1857 - 19 de diciembre de 1857      |                                      |  |
|          | Pedro de la Garza y Garza             | II                                                  | 9 de abril de 1861 - 25 de abril de 1863            |                                      |  |
| III      | Pedro de la Garza y Garza             | 20 de octubre de 1863 - 1865                        |                                                     |                                      |  |
|          | Narciso Dávila                        | IV                                                  | 8 de diciembre de 1867 - 29 de mayo de 1869         |                                      |  |
|          |                                       | V                                                   | 23 de septiembre de 1869 - 31 de abril de 1871      |                                      |  |
|          |                                       | VI                                                  | 13 de septiembre de 1871 - 15 de septiembre de 1873 |                                      |  |
|          |                                       | VII                                                 | 16 de septiembre de 1873 - 10 de septiembre de 1875 |                                      |  |
|          |                                       | VIII                                                | 10 de septiembre de 1875 - 15 de septiembre de 1878 |                                      |  |
|          | Emeterio de la Garza                  | IX                                                  | 16 de septiembre de 1878 - 26 de mayo de 1880       |                                      |  |
| X        | Emeterio de la Garza                  | 16 de septiembre de 1881 - 15 de septiembre de 1882 |                                                     |                                      |  |
|          | Joaquín Cortázar Sada                 | XI                                                  | 16 de septiembre de 1882 - 31 de mayo de 1884       |                                      |  |
|          | Antonio M. Elizondo                   | XII                                                 | 15 de septiembre de 1884 - 31 de mayo de 1886       |                                      |  |
|          | Manuel Serrano                        | XIII                                                | 15 de septiembre de 1886 - 31 de mayo de 1888       |                                      |  |
| XIV      | Manuel Serrano                        | 15 de septiembre de 1888 - 31 de mayo de 1890       |                                                     |                                      |  |
| XV       | Manuel Serrano                        | 16 de septiembre de 1890 - 31 de mayo de 1892       |                                                     |                                      |  |
| XVI      | Manuel Serrano                        | 16 de septiembre de 1892 - 31 de mayo de 1894       |                                                     |                                      |  |
| XVII     | Manuel Serrano                        | 16 de septiembre de 1894 - 31 de mayo de 1896       |                                                     |                                      |  |
| XVIII    | Manuel Serrano                        | 16 de septiembre de 1896 - 31 de mayo de 1898       |                                                     |                                      |  |
| XIX      | Manuel Serrano                        | 16 de septiembre de 1898 - 31 de mayo de 1900       |                                                     |                                      |  |
| XX       | Manuel Serrano                        | 16 de septiembre de 1900 - 31 de mayo de 1902       |                                                     |                                      |  |
| XXI      | Manuel Serrano                        | 16 de septiembre de 1902 - 31 de mayo de 1904       |                                                     |                                      |  |
|          |                                       | XXII                                                | 16 de septiembre de 1904 - 31 de mayo de 1906       |                                      |  |
|          |                                       | XXIII                                               | 16 de septiembre de 1906 - 16 de junio de 1908      |                                      |  |
|          | Tomás Macmanus                        | XXIV                                                | 16 de septiembre de 1908 - 31 de mayo de 1910       |                                      |  |
|          |                                       | XXV                                                 | 16 de septiembre de 1910 - 31 de mayo de 1912       |                                      |  |
|          | Jesús M. Aguilar                      | XXVI                                                | - 1 de octubre de 1913                              |                                      |  |
|          | Vicente Zambrano                      | CC                                                  | 1 de diciembre de 1916 - 31 de enero de 1917        |                                      |  |
|          | Marciano González Villarreal          | XXVII                                               | 1 de septiembre de 1917 - 24 de diciembre de 1917   |                                      |  |
|          | Santiago Roel Melo                    | XXVIII                                              | 1 de septiembre de 1918 - 31 de diciembre de 1919   |                                      |  |
|          | Federico González y González          | XXIX                                                | 1 de septiembre de 1920 - 31 de diciembre de 1921   |                                      |  |
|          | Francisco González y González         | XXX                                                 | 1 de septiembre de 1922 - 15 de agosto de 1924      |                                      |  |
|          | Porfirio Pérez Salinas                | XXXI                                                | 1 de septiembre de 1924 - 31 de agosto de 1926      |                                      |  |
|          | Jesús Santos Mendiola                 | XXXII                                               | 1 de septiembre de 1926 - 31 de agosto de 1928      |                                      |  |
|          | Alberto Galván                        | XXXIII                                              | 1 de septiembre de 1928 - 31 de agosto de 1930      |                                      |  |
|          | Amel Barocio García                   | XXXIV                                               | 1 de septiembre de 1930 - 31 de agosto de 1932      |                                      |  |
|          | Antonio G. Garza                      | XXXV                                                | 1 de septiembre de 1932 - 31 de agosto de 1934      |                                      |  |
|          | Federico Quiroga                      | XXXVI                                               | 1 de septiembre de 1934 - 31 de agosto de 1937      |                                      |  |
|          | Miguel Z. Martínez                    | XXXVII                                              | 1 de septiembre de 1937 - 30 de agosto de 1940      |                                      |  |
|          | Leandro Martínez L.                   | XXXVIII                                             | 1 de septiembre de 1940 - 30 de agosto de 1943      |                                      |  |
|          | Julián Garza Tijerina                 | XXXIX                                               | 1 de septiembre de 1943 - 31 de agosto de 1946      |                                      |  |
|          | Armando Arteaga Santoyo               | XL                                                  | 1 de septiembre de 1946 - 31 de agosto de 1949      |                                      |  |
|          | Antonio Coello Elizondo               | XLI                                                 | 1 de septiembre de 1949 - 30 de agosto de 1952      | Partido Revolucionario Institucional |  |
|          | José Carrera Franco                   | XLII                                                | 1 de septiembre de 1952 - 31 de agosto de 1955      |                                      |  |
|          | Leopoldo Banda Romero                 | XLIII                                               | 1 de septiembre de 1955 - 31 de agosto de 1958      | Partido Revolucionario Institucional |  |
|          | Rosalio Delgado Elizondo              | XLIV                                                | 1 de septiembre de 1958 - 31 de agosto de 1961      |                                      |  |
|          | José Carmen Rodríguez Pérez           | XLV                                                 | 1 de septiembre de 1961 - 31 de agosto de 1964      |                                      |  |
|          | Pedro Reyes Velázquez                 | XLVI                                                | 1 de septiembre de 1964 - 31 de agosto de 1967      | Partido Acción Nacional              |  |
|          | Arnulfo Treviño Garza                 | XLVI                                                | 1 de septiembre de 1964 - 31 de agosto de 1967      | Partido Revolucionario Institucional |  |
|          | Luis Marcelino Farías Martínez        | XLVII                                               | 1 de septiembre de 1967 - 31 de agosto de 1970      | Partido Revolucionario Institucional |  |
|          | Francisco Cerda Muñoz                 | XLVIII                                              | 1 de septiembre de 1970 - 31 de agosto de 1973      |                                      |  |
|          | Raúl Gómez Danés                      | XLIX                                                | 1 de septiembre de 1973 - 31 de agosto de 1976      |                                      |  |
|          | Heriberto Dante Santos Lozano         | L                                                   | 1 de septiembre de 1976 - 31 de agosto de 1979      |                                      |  |
|          | Juan Carlos Camacho Salinas           | LI                                                  | 1 de septiembre de 1979 - 31 de agosto de 1982      |                                      |  |
|          | Juventino González Ramos              | LII                                                 | 1 de septiembre de 1982 - 31 de agosto de 1985      | Partido Revolucionario Institucional |  |
|          | Amilcar Aguilar Mendoza               | LIII                                                | 1 de septiembre de 1985 - 31 de agosto de 1988      | Partido Revolucionario Institucional |  |
|          | Luis Alberto Hinojosa Ochoa           | LIV                                                 | 1 de septiembre de 1988 - 31 de agosto de 1991      |                                      |  |
|          | José de Jesús Bazaldúa González       | LV                                                  | 1 de septiembre de 1991 - 31 de agosto de 1994      |                                      |  |
|          | Fidel Pérez García                    | LVI                                                 | 1 de septiembre de 1994 - 31 de agosto de 1997      | Partido Revolucionario Institucional |  |
|          | Lombardo Victoriano Guajardo Guajardo | LVII                                                | 1 de septiembre de 1997 - 31 de agosto de 2000      | Partido Revolucionario Institucional |  |
|          | Arturo B. de la Garza Tijerina        | LVIII                                               | 1 de septiembre de 2000 - 31 de agosto de 2003      | Partido Revolucionario Institucional |  |
|          | Humberto Cervantes Vega               | LIX                                                 | 1 de septiembre de 2003 - 31 de agosto de 2006      | Partido Revolucionario Institucional |  |
|          | Rodrigo Medina de la Cruz             | LX                                                  | 1 de septiembre de 2006 - 31 de agosto de 2009      | Partido Revolucionario Institucional |  |
|          | Jorge de la Garza Treviño             | LX                                                  | 1 de septiembre de 2006 - 31 de agosto de 2009      | Partido Revolucionario Institucional |  |
|          | Ildefonso Guajardo Villarreal         | LXI                                                 | 1 de septiembre de 2009 - 31 de agosto de 2012      | Partido Revolucionario Institucional |  |
|          | Benito Caballero Garza                | LXII                                                | 1 de septiembre de 2012 - 30 de noviembre de 2015   | Partido Revolucionario Institucional |  |
|          | Juan Manuel Cavazos Balderas          | LXIII                                               | 1 de septiembre de 2015 - 30 de noviembre de 2018   | Partido Revolucionario Institucional |  |
|          | María Guillermina Alvarado Moreno     | LXIV                                                | 1 de septiembre de 2018 - 30 de noviembre de 2021   | Movimiento de Regeneración Nacional  |  |

## Resultados electorales recientes

### Diputado federal
|  | 30.07 % |

|  | 26.52 % |

|  | 21.28 % |

|  | 10.77 % |

|  | 4.75 % |

|  | 3.10 % |

|  | 0.77 % |

|  | 2.76 % |

|  | 100.0 % |

### Presidente de la República
|  | 39.58 % |

|  | 25.96 % |

|  | 20.18 % |

|  | 12.38 % |

|  | 1.90 % |

|  | 100.0 % |

### Senadores de la República
|  | 25.36 % |

|  | 24.89 % |

|  | 20.36 % |

|  | 15.80 % |

|  | 4.74 % |

|  | 3.50 % |

|  | 2.32 % |

|  | 0.63 % |

|  | 2.40 % |

|  | 100.0 % |